# 格里奇尼亚诺-迪阿韦尔萨
格里奇尼亚诺-迪阿韦尔萨（義大利語：Gricignano di Aversa），是意大利卡塞塔省的一个市镇。总面积9平方公里，人口10194人，人口密度1132.7人/平方公里（2009年）。ISTAT代码为061043。